# Mutayr
 (octobre 2021).
Si vous disposez d'ouvrages ou d'articles de référence ou si vous connaissez des sites web de qualité traitant du thème abordé ici, merci de compléter l'article en donnant les références utiles à sa vérifiabilité et en les liant à la section « Notes et références ».
Les Mutayr (Arabe: مطير) sont une tribu « noble » de la péninsule d'Arabie. La tribu se compose d'une grande coalition (hilf) de plusieurs groupes : les Arabes du Nord (Adnan) et les Arabes du Sud (Qahtan). Cependant, le cœur de cette tribu descendrait de la tribu Adnan de Ghatafan — une tribu importante qui faisaient la guerre avec Mahomet lors de la bataille du Fossé en 627. 

## Histoire

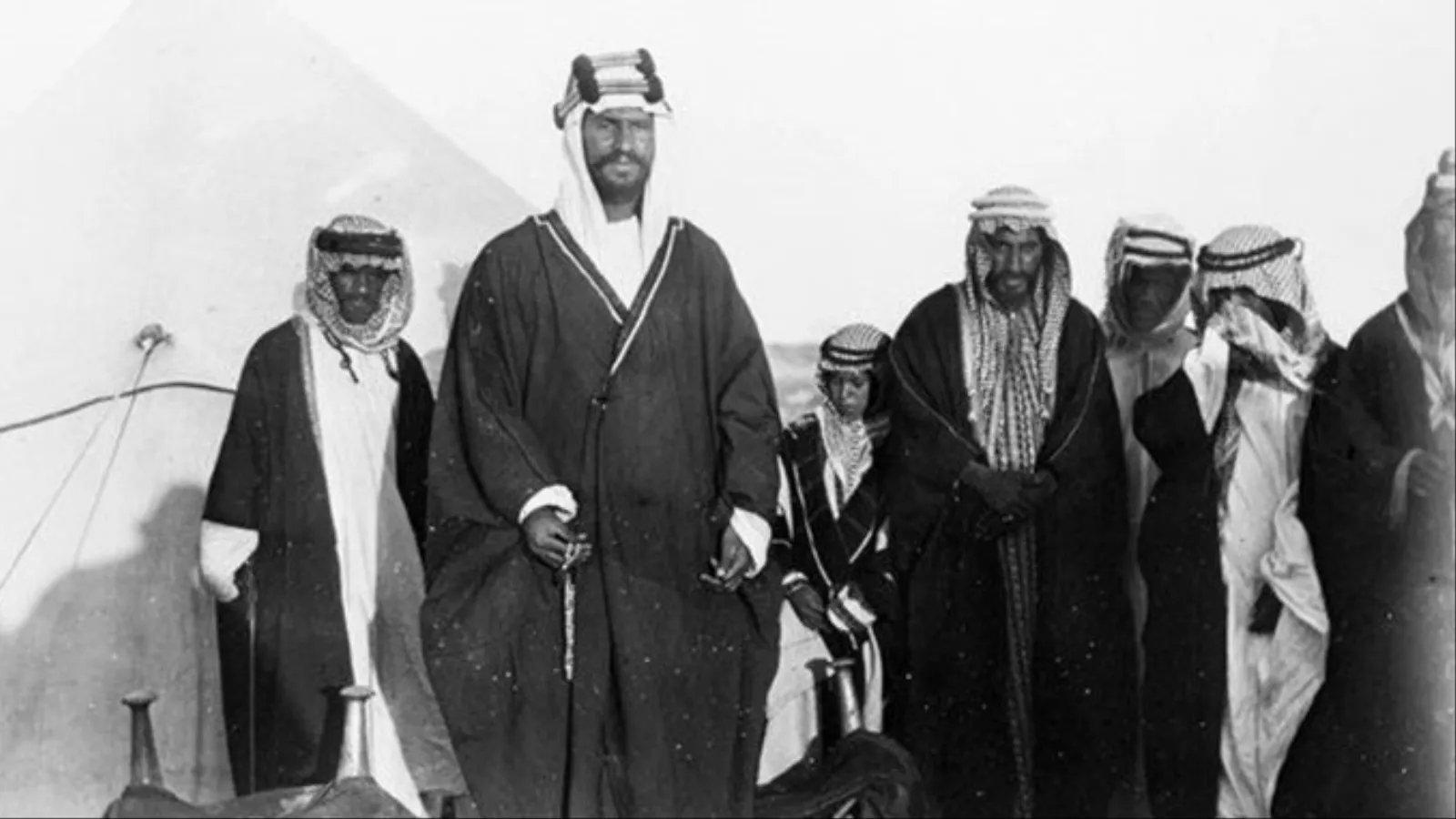
Faisal Al-Dewish au côté d'Abdelaziz ibn Saoud en 1915.

Comme Ghatafan, les Mutayr sont originaires des régions montagneuses du Nord Hedjaz, près de Médine. Pendant le XVIIIe siècle la tribu commence à migrer vers l'est.
Au XXe siècle, les Mutayr sont la tribu dominante d'Al-Qasim et représentent une facette cruciale de l'histoire de l'Arabie pendant cette ère. Ils sont, à cette époque, dirigés par Faisal Al-Dewish, qui avait capturé al-Jahra, mais fut peu après obligé de battre en retraite sous la pression des Britanniques.
Au début des années 1920, les Mutayr rejoignent les Ikhwan wahhabites et contribuent à la prise du pouvoir par Ibn Saoud. Cependant, en 1927, ils se révoltent contre lui, sans succès puisque leurs chefs sont emprisonnés ou exécutés. Après 1932, certains d'entre les Mutayr intègrent la garde nationale saoudienne (en) ou la police religieuse.

## Composition tribale
Les branches principales sont aujourd'hui : 
- Banu Abdulla
- Al-'Olwa
- Braih

## Personnalités

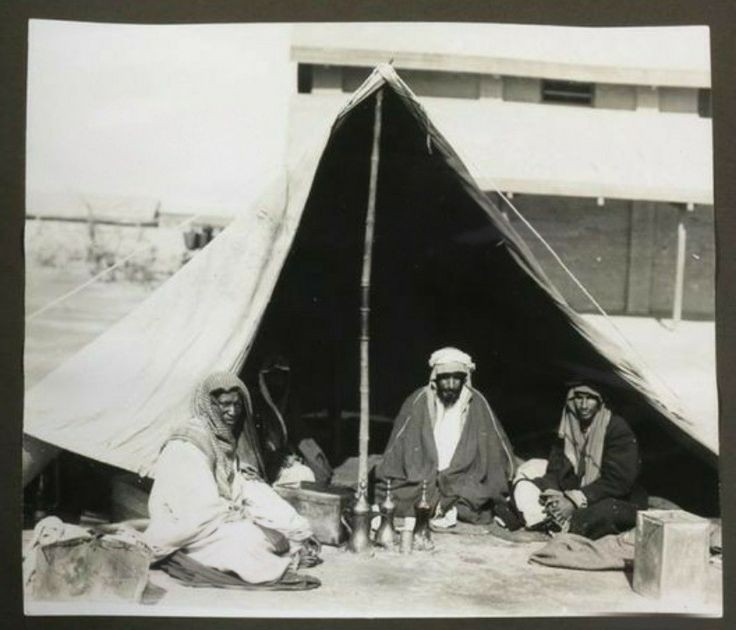
Fayçal al-Duwaish (au centre) dans une tente avec d'autres ikhwans

- Fayçal al-Duwaish (en) : leader bédouin des Ikhwans.